# 大橋世津
大橋 世津（おおはし せつ、1956年1月14日 - ）は、日本の女性声優。ケッケコーポレーション所属。東京都出身。本名は大橋 節（おおはし せつ）。

## 人物
以前はマウスプロモーション、リベルタに所属していた。
資格・免許は中国語検定3級、書道3級、高等学校教員免許。趣味は中国語（北京語）、韓国語、マジック、 スキー。特技は猫の鳴きマネ、バーゲンセール。

## 出演

### テレビアニメ
- しましまとらのしまじろう
- アニメひみつの花園（1991年、メドロック婦人）
- マーメイドメロディ ぴちぴちピッチ（2003年、老婆、銀子）
- 金色のガッシュベル!!（2004年、リィエンの祖母）
- 生徒会の一存 Lv.2（2012年、仲居）
- ビビッドレッド・オペレーション（2013年、鈴木のお婆ちゃん）

### ゲーム
- 白猫プロジェクト（2018年、カテリーナ[5]）

### ドラマCD
- 輝夜姫（2003年、杏后）

### 吹き替え

#### 映画
- 愛に迷った時
- 悪魔のくちづけ（クリーブリー）
- アライバル/侵略者
- アンドロメダ…
- イルマーレ
- イン・ハー・シューズ
- ウィンディキシーのいた夏（グロリア）
- ウェイクアップ!ネッド
- ウェディング・シンガー（ロージー）
- エマニエル（カーラ）
- 踊るマハラジャ★NYへ行く（ラムーの母）
- ギルバート・グレイプ
- 子象物語
- コン・エアー - ビデオ版
- サハラに舞う羽根
- ザ・ビーチ
- 視姦（ソフカ）
- シシリアン（フランセスカ）
- 至福のとき（リウ）
- シャレード
- 沈黙の陰謀（モリー）
- テラビシアにかける橋
- 遠い空の向こうに（フィールズ）
- 覗き窓 シークレット・ゲーム（ハーシュ夫人）
- バード・オン・ワイヤー
- パッチ・アダムス トゥルー・ストーリー（アギー）
- 母の眠り（ルイーズ）
- ハリウッド・ミューズ（レナート）
- ヒッチコック 天才監督の素顔（テレザ・ライト）
- ブラボー火星人2000
- フル・モンティ
- ベイブ/都会へ行く（ホーテンス）
- ボディ・ターゲット
- ほんとうのジャクリーヌ・デュ・プレ
- マンハッタンで抱きしめて（メアリー）
- モーヴァン（クリスジーン）
- ユニバーサル・ソルジャー - テレビ朝日版
- ラヴァーズ&ドラゴン（英語版）（パクロン）
- ラングーンを越えて
- ロード・トリップ（おばあちゃん）
- 101 - テレビ朝日版

#### ドラマ
- ER緊急救命室
  - シーズンIV #16（ローズ・カイル〈メアリー・キャスリーン・ゴードン〉）、#17（ジョイス〈トリシア・ドン〉）
  - シーズンV #1（ウィッキー夫人〈クリス・コナー〉）、#2（スペキエラ〈ラルフ・モナコ〉）
  - シーズンVII #13（サラ・デル〈ロクサーヌ・リース〉）
  - シーズンX #3（エドナ〈リリアン・ショーヴァン〉）
  - シーズンXIII #3（ロレーン〈フェイ・ハウザー〉）
- WITHOUT A TRACE/FBI 失踪者を追え!
- Xファイル
- OZ/オズ（クレア）
- オデッセイファイブ
- グレイズ・アナトミー（クイン）
- ザ・プラクティス ボストン弁護士ファイル
- 新スーパーマン
- スウィート・エネミー 甘い媚薬（英語版）（ロサウラ）
- スキャンダル（ラックマン）
- セックス・アンド・ザ・シティ
- マルコム  in the Middle
- ミディアム 霊能者アリソン・デュボア

#### アニメ
- X-メン:エボリューション
- KND ハチャメチャ大作戦（ミセス・グッドウォル）
- スペクタキュラー・スパイダーマン（メイ・パーカー）

#### ジャンル不明
- 緊急救命獣医（ジーン）
- クウィンツ（フィオナ）

### テレビCM
- アストラゼネカ
- ラウンドワン

### ラジオCM
- 千葉県水道局

### その他コンテンツ
- スクルージ 牛の楽園（アジー）